# Agent immobiliari

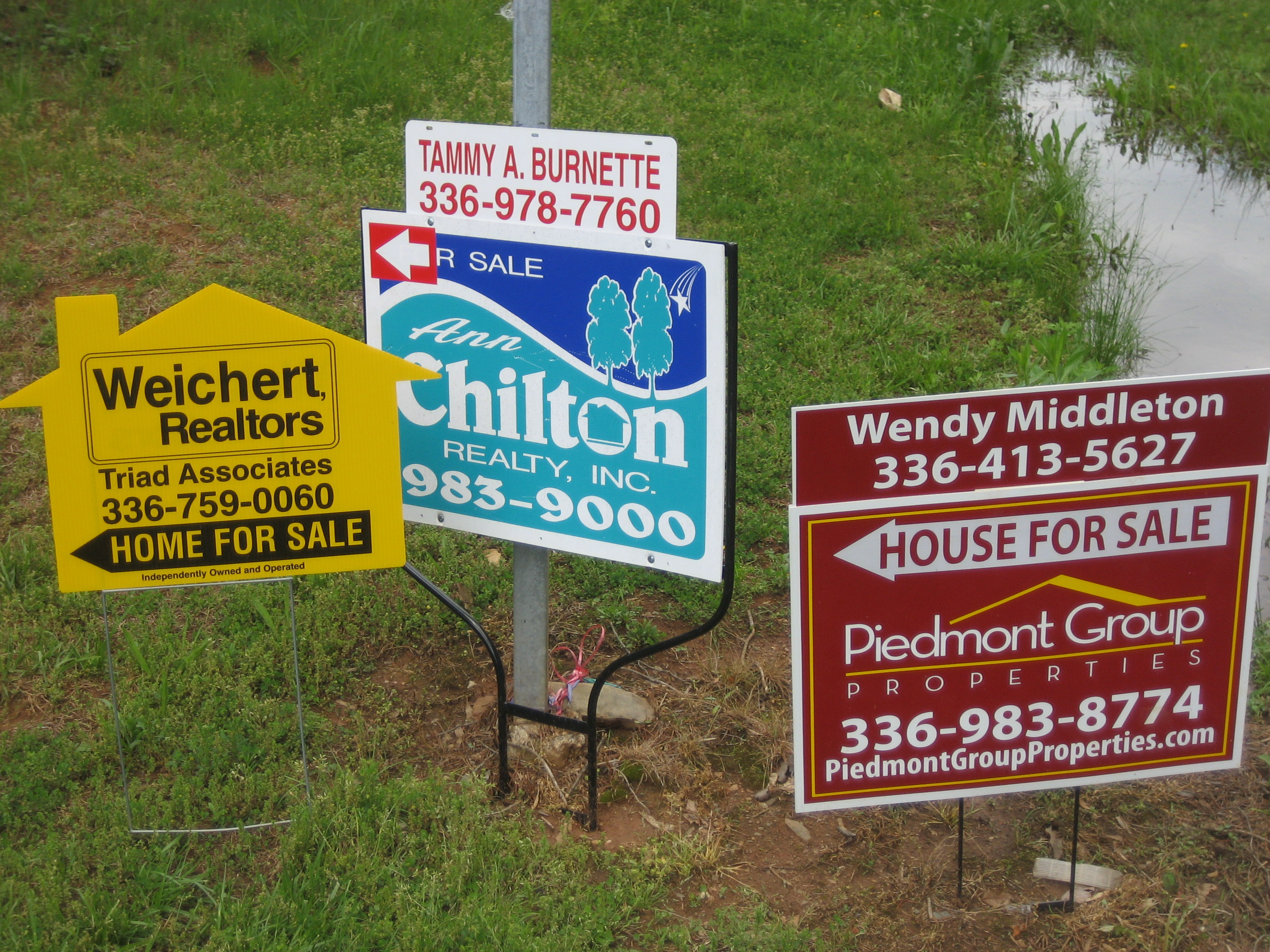
Cases en venda rètols

Un agent immobiliari és una persona que es dedica a prestar serveis de mediació, assessorament i gestió en transaccions immobiliàries relacionades amb la compravenda o lloguer de propietats. Poden representar venedors o compradors. Un agent immobiliari normalment rep una comissió immobiliària per completar amb èxit una venda.

## Regulació per país
En cada país, l'activitat es regeix per una llei particular. A Espanya, per poder exercir com a agent immobiliari, cal estar inscrit obligatòriament al Registre d'Agents Immobiliaris, registre que té com a finalitat afavorir la transparència en el sector immobiliari i garantir la protecció dels consumidors.